# 関舞
関 舞（せき まい、1990年2月20日 - ）は、日本の元女子バレーボール選手。

## 来歴
東京都江東区出身。小学校2年生からバレーボールを始める。
高校3年生時の2007年6月から上尾メディックスの練習に参加し、10月31日に内定選手として加入。2007/08V・チャレンジリーグで、リベロのレギュラーとして活躍し、最優秀新人賞を獲得する。
2008年に正式加入し、1年目の2008/09V・チャレンジリーグでも活躍するが、2009年に引退して社業に専念する事を発表。
その後、2010年第59回黒鷲旗大会で現役復帰する。リベロとして2試合に出場すると、そのままレギュラーに定着。2010/11V・チャレンジリーグでもリベロとしてレギュラーに定着し、チームも初優勝を果たした。2012/13Vチャレンジリーグでも優勝に大きく貢献した。
2015年6月18日、上尾メディックスは関ら4選手の勇退を発表した。

## 人物・エピソード
- 上尾中央総合病院では、総務課に所属している。
- ニックネームが榛澤舞子と同じマイである。

## 受賞歴
- 2008年 - チャレンジリーグ 最優秀新人賞
- 2014年 - チャレンジリーグ サーブレシーブ賞

## 所属チーム
- 江東区立第三大島小（三大小Jr.）
- 江東区立第二南砂中
- 駿台学園高（2005-2008年）
- 上尾メディックス（2008-2009年、2010-2015年）